# Podalonia tydei
Podalonia tydei é uma espécie de insetos himenópteros, mais especificamente de vespas pertencente à família Sphecidae.
A autoridade científica da espécie é Le Guillou, tendo sido descrita no ano de 1841.
Trata-se de uma espécie presente no território português.